# 機械振興会館
機械振興会館（きかいしんこうかいかん）は、東京都港区芝公園にある建築物。機械工業振興事業を有効適切に実施し、機械工業の発展に寄与することを目的とした建物である。財団法人機械振興協会が運営する。

## 概要
1966年（昭和41年）9月に竣工した。東京タワーの正面（北側）にあり、多数の観光客が行きかう場所にある。新築工事の建築顧問は建築家・建築学者の岸田日出刀（東京大学名誉教授）に委嘱。設計監理者は梓建築設計事務所、施工者は清水建設である。

## 沿革

### 建設の構想
日本において製造業が発展を遂げていた1962年（昭和37年）には、企業支援などを目的とする機械振興協会の設立の構想が起こり、1964年（昭和39年）8月24日には機械振興協会が設立された。機械振興協会の設立が模索されていた頃、機械工業資料センター、機械展示場、機械工業クラブ、共同施設などを収容するための会館の建設も模索された。

### 会館の開館
1963年（昭和38年）7月8日には、通商産業省の車両競技関係交付金運用審議会第2回機械部会に会館建設計画が提出され、1964年（昭和39年）9月末には買収予定面積の売買契約がすべて完了。本用地の買収は、あっせんを申し出た丸喜不動産および三井信託銀行の両社に依頼したが、地主である金地院の協力もあって比較的順調に進展した。10月8日には港区芝公園で地鎮祭が執り行われた。
1965年（昭和40年）6月10日、機械振興協会と株式会社梓建築事務所との間で設計監理者および建築工事に関する本契約が締結され、11月26日には金鋲式を挙行した。1966年（昭和41年）4月にはコンクリート躯体工事が完了し、10月には完成した。土地購入費は10億8400万円であり、総工事費は33億4600万円。

### 開館後

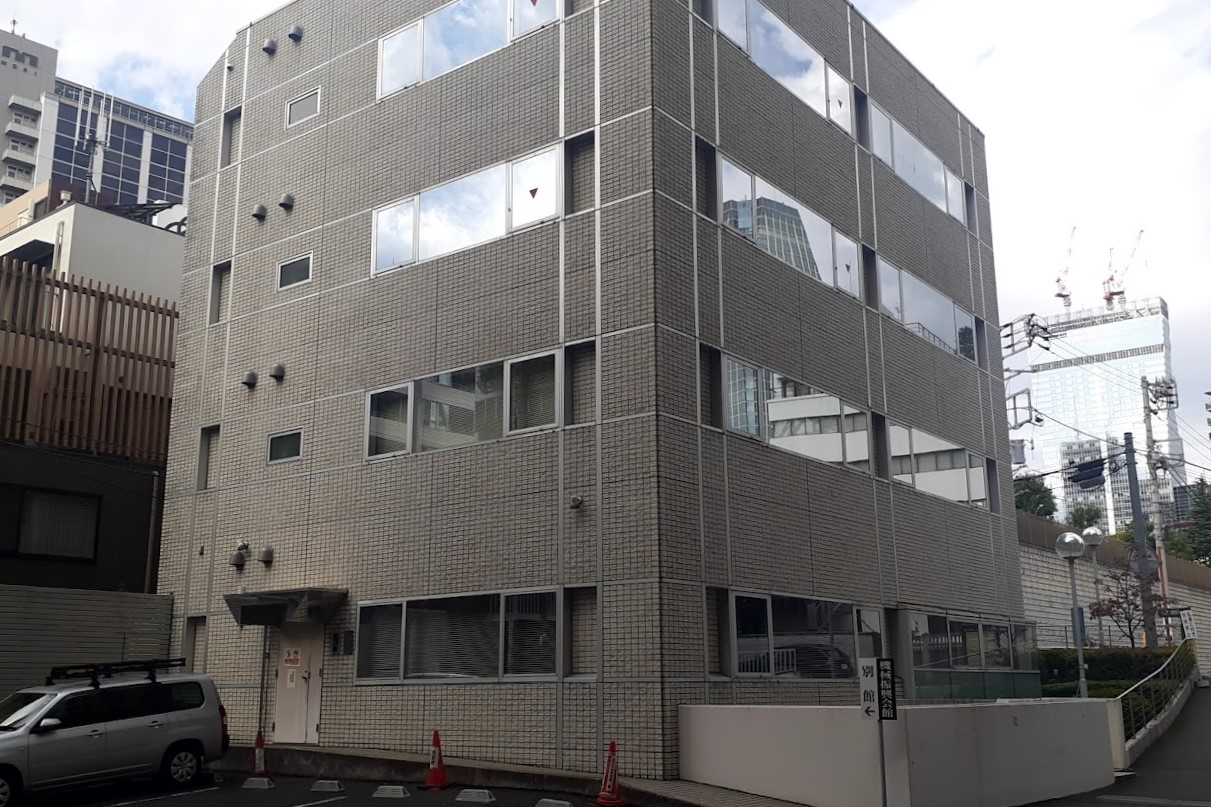
1988年に建設された別館

竣工から十数年を経過した1970年代末には大規模な改修が構想された。1985年（昭和60年）11月には清水建設が設計者・施工者となる改修工事に着工し、1988年（昭和63年）3月に完了した。改修費は総額30億5000万円である。また、1988年（昭和63年）9月には地上4階・地下1階建ての機械振興会館別館を建築した。
2003年の耐震診断で「耐震性に疑問あり」と判断されたことから、2006年（平成18年）には清水建設が設計者・施工者となる改修工事に着工し、2008年（平成20年）9月に竣工した。2011年（平成23年）には機械工業図書館がBICライブラリに改称し、資料収集に加えて積極的な情報発信を行うようになった。2011年（平成23年）9月には地下2階のホールを改修し、最新のAV機器を導入するなどして付加価値を向上させた。

## フロア案内
1階
- 一般社団法人機械振興協会事務局
- 一般社団法人機械振興協会経済研究所
- 一般社団法人電子情報通信学会
- 一般社団法人日本フルードパワーシステム学会
- 一般社団法人日本繊維機械協会
- 一般社団法人日本外交協会
- 一般社団法人日本工作機器工業会

2階
- 機械振興会館記者クラブ
- 一般社団法人JBRC
- 全国鍍金工業組合連合会
- 一般財団法人通商産業福祉協会
- 株式会社ネクシス
- 公益社団法人日本技術士会
- 一般社団法人日本建設機械施工協会
- 一般社団法人日本建設機械工業会
- 日本光学工業協会
- 日本光学硝子工業会
- 日本光学測定機工業会
- 日本工作機械関連企業年金基金
- 一般社団法人日本工作機器工業会
- 一般社団法人日本歯車工業会
- 一般社団法人日本木工機械工業会
- 一般社団法人日本冷凍空調工業会

3階
- 鋳型ロール会
- 一般社団法人宇宙システム開発利用推進機構
- 一般社団法人Edgecrossコンソーシアム
- 一般社団法人情報処理学会
- 一般財団法人素形材センター
- 一般社団法人電池工業会
- 経済産業省関係公益法人企業年金基金
- 一般社団法人日本金属プレス工業協会
- 一般社団法人日本自動車機械器具工業会
- 一般社団法人日本産業用無人航空機工業会
- 一般社団法人日本測量機器工業会
- 一般社団法人日本鍛圧機械工業会
- 一般社団法人日本フルードパワー工業会
- 一般社団法人日本ベアリング工業会
- 一般社団法人日本防錆技術協会
- 一般社団法人日本冷凍空調設備工業連合会
- 一般社団法人日本ロボット工業会

4階
- 一般社団法人映像情報メディア学会
- 一般社団法人外断熱省エネ機器団体連合会
- 一般社団法人東京都冷凍空調設備協会
- MUSASHI NINJA CLAN Shinobi-Samurai Honjin Dojo
- 一般社団法人流通問題研究協会
- 一般社団法人日本オプトメカトロニクス協会
- 日本機械輸出組合
- 公益社団法人日本技術士会技術士試験センター
- 一般社団法人日本産業機械工業会
- 一般社団法人日本トライボロジー学会
- 一般社団法人日本農業機械工業会
- 一般社団法人日本冷媒・環境保全機構
- 株式会社日本経営研究所

5階
- IEEEジャパンカウンシル/IEEE東京支部
- 協同組合エヌシー日商連
- 研削砥石工業会
- 事業継承センター株式会社
- 全国工場団地協同組合連合会
- 一般社団法人鉛蓄電池再資源化協会
- 一般社団法人流動化・証券化協議会
- 一般社団法人日本機械工業連合会
- 日本機械鋸刃物工業会
- 一般社団法人日本金属熱処理工業会
- 日本顕微鏡工業会
- 日本精密機械工業会
- 一般社団法人日本ダイカスト協会
- 日本ダイカスト工業協同組合
- 一般社団法人日本鋳造協会
- 一般社団法人日本ねじ工業協会
- 一般社団法人日本バルブ工業会
- 会議室（4室）

6階
- 機械振興俱楽部
- 会議室（16室）

地下1階
- 機械振興会館郵便局
- BICライブラリ（一般社団法人機械振興協会経済研究所図書館）
- 韓国技術ベンチャー財団
- NPO法人KSKK
- True Japan Tour株式会社
- 特定非営利活動法人日本モータースポーツ推進機構
- 株式会社エヴァーツリー・ジャパン

地下2階
- 多目的ホール
- 会議室（1室）
- The Place of Tokyo

地下3階
- 日本木型工業会
- 会議室（7室）
- 研修室（2室）
- マルサン
- タワービジネス
- うすい
- レストラン ニユー・トーキヨー
- T-BISC

## 交通アクセス
- 東京メトロ日比谷線神谷町駅より徒歩8分
  - 平日の8時から18時30分には神谷町駅より無料送迎バスを運行している[4]。
- 都営地下鉄三田線御成門駅より徒歩8分
- 都営地下鉄大江戸線赤羽橋駅より徒歩10分
- 都営地下鉄浅草線・大江戸線大門駅より徒歩10分
- JR山手線・京浜東北線浜松町駅より徒歩15分